# Dobrodružství Catherine C.
Dobrodružství Catherine C. (v originále Aventure de Catherine C.) je francouzsko-italský dramatický film z roku 1990, který režíroval Pierre Beuchot podle románu Aventure de Catherine Crachat Pierra Jeana Jouvea. Snímek měl světovou premiéru 29. srpna 1990.

## Děj
Filmová herečka Catherine Crachat žije v Paříži, kde se bláznivě zamiluje do matematika Pierra Indeminiho. Ale po krátké době se opět rozejdou. Catherine poté upadá do osobní krize. Při natáčení filmu ve Vídni se Catherine setkává s jednou ze svých obdivovatelek, bohatou baronkou Fanny Hohensteinovou. Spřátelí se a Catherine se dočasně nastěhuje do barončina sídla. Fanny měla ve svém životě četné milostné aféry, včetně žen, z nichž dvě se kvůli ní zabily. Nyní považuje Catherine za svou nejnovější kořist.
Do Vídně dorazí také Pierre a i on se stane předmětem Fannyniny touhy. Rozvíjí se ménage à trois. Když je Pierre přesvědčen, že se s Catherine musí znovu rozejít, Catherine se vrací do Paříže, odkud mu píše dopisy. Když Pierre náhle zemře, zanechá po sobě mnoho neodeslaných dopisů, které adresoval Catherine. Ve snaze získat Catherine se Fanny zmocní dopisů. Když se obě ženy znovu setkají, pohádají se a Fanny se zastřelí.
Catherine, která stále touží po Pierrovi, upadá do deprese. S pomocí psychoanalýzy zkouší překonat svou vnitřní prázdnotu. Během sezení ožívají její staré vzpomínky na dětství. Kdysi byla sexuálně zneužívána, a proto si během let vytvořila silnou ambivalenci vůči sobě a svému tělu. Se sebepoznáním, které získala, se konečně vyrovnává se svou minulostí.

## Obsazení
| Fanny Ardant         | Catherine Crachat |
| Hanna Schygulla      | Fanny Hohenstein  |
| Robin Renucci        | Pierre Indemini   |
| André Wilms          | André Leuwen      |
| Michael Greiling     | Otto              |
| Christophe Neidhardt | Guido             |
| Marilu Marini        | Marguerite        |
| Marianne Denicourt   | Flore             |
| Emmanuelle Cuau      | Céline            |
| Geneviève Omini      | La Servandoni     |
| Patty Patrick        | Coogan            |
| Ronald Mills         | Američan          |
| Christian Erickson   | Angličan          |